# ABN AMRO World Tennis Tournament 2001
ABN AMRO World Tennis Tournament 2001 — тенісний турнір, що проходив на кортах з твердим покриттям у місті Роттердам, Нідерланди з 19 лютого . Належав до категорії ATP International Series Gold, був турніром серії Rotterdam Open 2001 року.

## Фінальна частина

### Одиночний розряд
Ніколя Ескюде —  Роджер Федерер 7–5, 3–6, 7–6(7–5)

### Парний розряд
Йонас Бйоркман /  Роджер Федерер —  Петр Пала /  Павел Візнер 6–3, 6–0